# Calicasas
Calicasas település Spanyolországban, Granada tartományban. Calicasas Peligros, Albolote, Cogollos Vega és Güevéjar községekkel határos. Lakosainak száma 658 fő (2024).

## Népesség
A település népessége az elmúlt években az alábbi módon változott:
| Lakosok száma | 572  | 558  | 565  | 564  | 581  | 583  | 619  | 617  | 644  | 658  |
|               | 2001 | 2004 | 2006 | 2009 | 2011 | 2014 | 2016 | 2019 | 2021 | 2024 |